# Josef Decker
Josef Decker († 1983) war ein deutscher Kommunalpolitiker.

## Werdegang
Decker war von 1952 bis zu dessen Auflösung am 1. Juli 1972 im Zuge der Gebietsreform Landrat des Landkreises Eschenbach i.d.OPf.

## Ehrungen
- 1978: Verdienstkreuz 1. Klasse der Bundesrepublik Deutschland[2]